# Basilia victorianyanzae
Basilia victorianyanzae är en tvåvingeart som beskrevs av Oskar Theodor 1968. Basilia victorianyanzae ingår i släktet Basilia och familjen lusflugor.
Artens utbredningsområde är Uganda. Inga underarter finns listade i Catalogue of Life.